# 吳政亨
吳政亨 (英語：Gordon Ng Ching-hang，生於1978年9月9日 ，網名李伯盧）是香港無黨籍民主派人士及港區國安法政治犯，在香港47人案被裁定串謀顛覆國家政權罪罪名成立，因作為案中「首要分子」而被處以入獄7年零3個月。

## 履歷
從澳洲雪梨韋弗利學院畢業後，吳政亨曾於2009年至2016年間在投資公司工作。
2016年成為法律學者戴耀廷提出的戰略選舉計劃「雷動計劃」的志願者 。
在沒有任何選舉和政治經驗的情況下，在2020年立法會選舉民主派初選前夕吳政亨發起了「三投三不投」的聯署，希望民主派陣營在立法會選舉團結一致，在立法會取得多數席位。為了幫助戴耀廷制定初選計劃，吳政亨還在《蘋果日報》的頭版刊登廣告，並寫信給政界人士，為他的倡議爭取支持。
隨著初選的結束，吳政亨以「立法會聯署」的名義繼續他的政治活動。

## 逮捕
吳政亨於2021年1月6日因涉嫌「顛覆國家政權」組織初選被香港警務處國家安全處逮捕。雖然他事後獲警方保釋，但他與其他46人（統稱為「香港47人案」或「初選案」），而於同年2月28日再次被捕，並被控串謀顛覆國家政權罪。在他的保釋申請被法院駁回後，他被還押候審 。吳政亨也是唯一保留8天保釋審查權的被告，並要求進行交付程序以審查他是否可以被轉移到高等法院 。
據澳洲政府稱，由於香港不再承認雙重國籍，澳大利亞官員多次被拒絕與澳中雙重國籍人士進行領事接觸。當地媒體隨後確認吳政亨某為當事人。
我認不認為自己犯了罪？

不認為，我絕對不認為。因此，我決定，不認罪。

至於其他未知數，既然無法逃避，只好勇敢面對。我已準備好在法院這個戰場，迎接我有生以來最大的戰役。我恐懼，但我不退。——吳政亨，'認罪與不認罪之間的決擇
吳政亨是唯一不認罪的組織者，“主犯”或犯下“嚴重罪行”的人最高可判處無期徒刑 。基於多種利害關係和因素，包括澳大利亞政府的反應，吳政亨認為他可能會被關在監獄裡20年。
在審判中，吳政亨被控方指控為戴耀廷的支持者，他的投票策略「構成了初選的支柱」，使初選具有約束力。  